# Clémentine Meukeugni
Clémentine Meukeugni Noumbissi, née le 1er octobre 1990 à Yaoundé, est une haltérophile camerounaise.

## Carrière
Après avoir été médaillée d'argent aux Jeux de la solidarité islamique de 2017 en moins de 90 kg, Clémentine Meukeugni remporte aux Jeux du Commonwealth de 2018 la médaille de bronze dans la même catégorie.
Elle est médaillée d'argent à l'épaulé-jeté et au total olympique ainsi que médaillée de bronze à l'arraché aux Championnats d'Afrique 2019  dans la catégorie des moins de 87 kg.
Elle est médaillée d'or à l'épaulé-jeté et médaillée d'argent à l'arraché et au total dans la catégorie des moins de 87 kg aux Jeux africains de 2019.
Elle est triple médaillée d'or aux championnats d'Afrique 2021 à Nairobi dans la catégorie des moins de 87 kg et triple médaillée d'argent aux Jeux de la solidarité islamique de 2021 à Konya.